# 동아찬영회
동아찬영회(東亞讚英會)는 이토 히로부미가 안중근에게 살해된 후 그의 공덕을 기리기 위해 동상을 세우고 표창을 만든다는 목적으로 조직된 단체이다.
1909년 11월에 민영우(閔永雨)·이민영(李敏英)의 주도로 취지서를 반포하고 발족했다. 장석주의 주도로 며칠 앞서 출범한 이학재의 이등공송덕비건의소와 연합을 추진해, 함께 10개월 동안 대상으로 14만 환을 모금하기로 했다. 구체적인 사업 계획도 세워졌으나, 이학재와의 다툼 때문에 이등공송덕비건의소를 탈퇴한 윤진학이 동아찬영회에 들어온 뒤 기존 세력과 갈등을 일으키면서 사업은 시행되지 못했다.
초기에 동아찬영회를 주도한 발기인은 민영우와 이민영이며, 총재는 장석주, 찬성장은 이완용이 맡았다. 민영휘와 이재곤은 각각 부총재와 회장에 추천되었으나 거절했다.
1910년 초에는 민영우를 내몰고 회장을 맡은 윤진학이 한 명당 10전씩의 모금을 받아 관우의 남관왕묘와 같은 이토의 사당을 짓고 봄가을로 제사를 지내겠다는 내용의 예산표를 만들어 여러 곳에 청원했으나, 협잡으로 의심받아 허가를 받지 못했다. 같은 해 3월, 일본에 세워질 이토의 동상을 탐문하여 동상 건립 사업에 참고하기 위해 임원 세 명을 파견할 계획을 세우기도 했다.

## 같이 보기
- 이토 히로부미
- 이등공송덕비건의소

## 참고자료
- 친일인명사전편찬위원회 (2004년 12월 27일). 《일제협력단체사전 - 국내 중앙편》. 서울: 민족문제연구소. 76-78쪽쪽. ISBN 8995330724.
- 임종국 (1991년 2월 1일). 〈이또 죽음에 ‘사죄단’ 꾸미며 법석 떨어〉. 《실록 친일파》. 반민족문제연구소 엮음. 서울: 돌베개. 80~88쪽쪽. ISBN 8971990368.